# العلاقات الإريترية الزامبية
العلاقات الإريترية الزامبية هي العلاقات الثنائية التي تجمع بين إريتريا وزامبيا.

## مقارنة بين البلدين
هذه مقارنة عامة ومرجعية للدولتين:
| وجه المقارنة                                              | إريتريا                                      | زامبيا                         |
| --------------------------------------------------------- | -------------------------------------------- | ------------------------------ |
| المساحة (كم2)                                             | 117.60 ألف                                   | 752.62 ألف                     |
| عدد السكان (نسمة)                                         | 6.33 مليون                                   | 17.09 مليون                    |
| الكثافة السكانية (ن./كم²)                                 | 53.83                                        | 22.71                          |
| العاصمة                                                   | أسمرة                                        | لوساكا                         |
| اللغة الرسمية                                             | اللغة التغرينية، اللغة العربية، لغة إنجليزية | لغة إنجليزية                   |
| العملة                                                    | ناكفا                                        | كواشا زامبي، كواشا زامبي قديم ‏ |
| الناتج المحلي الإجمالي (بليون دولار)                      | 2.61 مليار                                   | 25.81 مليار                    |
| الناتج المحلي الإجمالي (تعادل القوة الشرائية) بليون دولار |                                              | 62.18 مليار                    |
| الناتج المحلي الإجمالي الاسمي للفرد دولار أمريكي          |                                              | 1.30 ألف                       |
| الناتج المحلي الإجمالي للفرد دولار أمريكي                 |                                              | 3.90 ألف                       |
| مؤشر التنمية البشرية                                      | 0.391                                        | 0.586                          |
| رمز المكالمات الدولي                                      | +291                                         | +260                           |
| رمز الإنترنت                                              | .er                                          | .zm                            |
| المنطقة الزمنية                                           | ت ع م+03:00                                  | ت ع م+02:00                    |

## منظمات دولية مشتركة
يشترك البلدان في عضوية مجموعة من المنظمات الدولية، منها:
| علم المنظمة | اسم المنظمة                                 | تاريخ انضمام إريتريا | تاريخ انضمام زامبيا |
| ----------- | ------------------------------------------- | -------------------- | ------------------- |
|             | مؤسسة التمويل الدولية                       | 11 أكتوبر 1995       | 23 سبتمبر 1965      |
|             | منظمة حظر الأسلحة الكيميائية                | ?                    | ?                   |
|             | البنك الإفريقي للتنمية                      | ?                    | ?                   |
|             | يونسكو                                      | 2 سبتمبر 1993        | 9 نوفمبر 1964       |
|             | الأمم المتحدة                               | 28 مايو 1993         | 1 ديسمبر 1964       |
|             | الاتحاد الدولي للاتصالات                    | 6 أغسطس 1993         | 23 أغسطس 1965       |
|             | منظمة الشرطة الجنائية الدولية               | ?                    | ?                   |
|             | البنك الدولي للإنشاء والتعمير               | 6 يوليو 1994         | 23 سبتمبر 1965      |
|             | الاتحاد البريدي العالمي                     | ?                    | ?                   |
|             | مؤسسة التنمية الدولية                       | 6 يوليو 1994         | 23 سبتمبر 1965      |
|             | الاتحاد الأفريقي                            | ?                    | ?                   |
|             | وكالة ضمان الاستثمار متعدد الأطراف          | 10 سبتمبر 1996       | 6 يونيو 1988        |
|             | مجموعة دول أفريقيا والكاريبي والمحيط الهادئ | ?                    | ?                   |